# Таб'-Б'алам I
Таб'-Б'алам I (д/н—526) — (ахав) Па'чана з бл. 499 до 526 року. Тривалий час боровся з Йокіб-К'іном і Мутулєм. Ім'я перекладається «Зв'язані очі-Ягуар».

## Життєпис
Походив з династії Йо'паат-Балама. Син ахава Яшун-Б'алама II. після смерті останнього близько 499 року зійшов на трон. Того ж року рушив проти царства Ак'є, якому завдав поразки, захопивши у полон Чак-…-Яш-Укуля, родича ахава Ят-Ак'іїна. У 505 році здійснив успішний похід проти царства Йокіб-К'ін, при цьому захоплдено одного з сановників ахава Ах-Кауак-Ах-Кіна.
В подальшому в союзі з Канульським царством розпочав боротьбу проти Мутульської держави. В день 9.3.13.12.19, 1 Кавак 7 Яшк'ін (9 серпня 508 року) Таб'-Б'алам I переміг й захопив у полон Ах-Б'алама, родича мутульського царя Чак-Ток-Іч'аака III.
З нагоди закінчення к'атуна 9.4.0.0.0, 13 Ахав 18 Яш (18 жовтня 514 року) Таб'-Б'алам I встановив стелу 27, яка є найраннішнім з відомих монументів Яшчилану. Невдовзі після цього (між 514 і 518 роками) зазнав поразки від військ ахава Ят-Ака I, правителя Йокіб-К'іна, що спирався на потугу Теотіуакана. В результаті Таб'-Б'алам I вимушений був визнати зверхність Йокіб-К'іна, проте зберіг владу.
У 521 році він становив стелу 14, а вже 526 року його було повалено невдоволеними родичами і заристократами. Новим ахавом став брат останнього —  К'ініч-Татб'у-Холь II.